# Uréase
L'uréase (découverte en 1876 par Musculus) est une enzyme qui catalyse la réaction de transformation de l'urée en dioxyde de carbone et ammoniac :
(NH2)2CO + H2O → CO2 + 2 NH3.
L'uréase est présente chez des bactéries, des levures et chez certaines plantes.
Cette enzyme est un critère biochimique de différenciation très utilisé lors de l'identification bactérienne.
Exemples de souches bactériennes possédant cette enzyme :
- Helicobacter pylori ce qui lui permet de survivre en milieu acide (estomac) en formant des bases, ici de l'ammoniac NH3 ;
- Proteus mirabilis ce qui provoque la formation de calcul dans les voies urinaires par des dépôts notamment d'ammoniac, mais aussi de phosphate et de magnésium qui se cristallisent ;
- Ureaplasma urealyticum.